# Nombre abondant

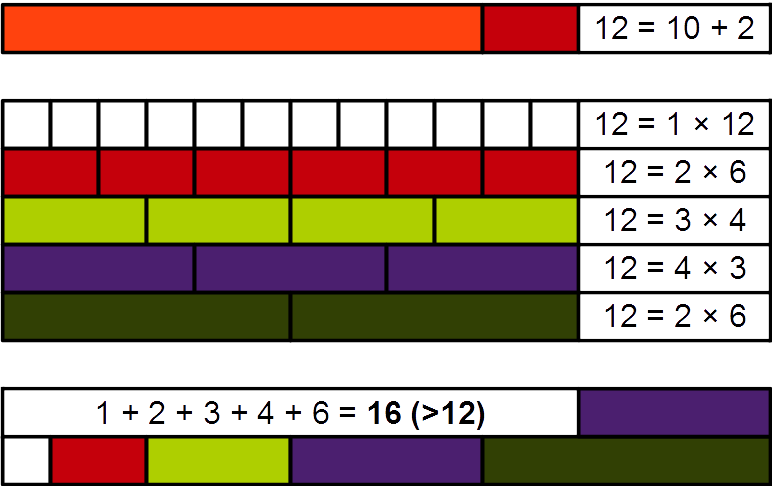
Démonstration par Réglettes Cuisenaires que 12 est un nombre abondant

En mathématiques, un nombre abondant est un nombre entier naturel non nul qui est strictement inférieur à la somme de ses diviseurs stricts ; autrement dit, c'est un entier n strictement positif tel que :
où {\displaystyle \sigma (n)} est la somme des entiers positifs diviseurs de n, y compris n cette fois. 
Exemples :
- Prenons le nombre 10 :
  - Les diviseurs de 10 sont 1, 2, et 5.
  - La somme 1 + 2 + 5 donne 8.
  - Or 8 est inférieur à 10. Conclusion : 10 n'est donc pas un nombre abondant.
- Prenons le nombre 12 :
  - Les diviseurs de 12 sont 1, 2, 3, 4, et 6.
  - La somme 1 + 2 + 3 + 4 + 6 donne 16.
  - Et 16 est supérieur à 12. Conclusion : 12 est donc un nombre abondant.

Les premiers nombres abondants sont : 12, 18, 20, 24, 30, 36, ... (voir suite A005101 de l'OEIS).
La valeur {\displaystyle \sigma (n)-2n\,} est appelée abondance de n. Les nombres dont l'abondance est nulle sont les nombres parfaits, et les nombres dont l'abondance est strictement négative les nombres déficients.
Un nombre abondant dont l'abondance est égale à 1 est appelé quasi parfait, mais on ne sait pas à l'heure actuelle s'il en existe. Par contre, on remarquera que 20 a une abondance égale à 2.
Tout multiple strict d'un nombre parfait ou abondant est abondant. Il existe donc une infinité de nombres abondants, à commencer par les multiples stricts de 6.

## Historique
Les nombres abondants ont été introduits vers 130 de notre ère par Nicomaque de Gérase dans son Introduction à l'arithmétique.

## Nombres abondants primitifs
Un nombre abondant est dit primitif s'il n'est pas multiple strict d'un nombre abondant ; alors qu'on ne sait pas à l'heure actuelle s'il existe une infinité de nombres parfaits, on sait trouver une infinité de nombres abondants primitifs, comme les nombres de la forme {\displaystyle 2^{n}p} où {\displaystyle p} est un nombre premier impair qui n'est pas un nombre de Mersenne et {\displaystyle 2^{n}} la plus grande puissance de 2 inférieure à {\displaystyle p} (lorsque {\displaystyle p}  est un nombre de Mersenne premier, {\displaystyle 2^{n}p} est parfait).
Le premier nombre abondant impair (et primitif) est {\displaystyle 945=3^{3}.5.7} ; alors qu'on n'a jamais trouvé de nombre parfait impair (mais qu'on n'a jamais démontré qu'il n'y en avait pas), on sait qu'il existe une infinité de nombres abondants primitifs impairs (voir suite A006038 de l'OEIS qui possède comme sous-suite infinie suite A007741 de l'OEIS privée de son premier terme).
Anecdote au sujet du plus petit abondant impair : à la suite d'une coquille, il a été écrit dans un livre d'Edouard Lucas au XIXe siècle que le plus petit abondant impair était {\displaystyle 10665=3^{3}.5.79} (le 7 a été malencontreusement remplacé par 79). Cette erreur a été recopiée dans de nombreux livres, en particulier dans le très sérieux dictionnaire des mathématiques (PUF) où elle n'a été corrigée que dans l'édition de 2005.
Les premiers nombres abondants primitifs impairs (945, 1575, 2205, 3465, 4095, 5355, etc) sont tous multiples de 3 et 5, mais ce n'est pas une propriété générale ; le plus petit abondant impair non multiple de 3 est {\displaystyle 5^{2}.7.11.13.17.19.23.29=5391411025} et pour tout entier k, il existe une infinité de nombres abondants primitifs qui ne sont divisibles par aucun des k premiers nombres premiers (voir suite A047802 de l'OEIS).
D'autre part, pour tout entier k, il n'y a qu'un nombre fini de nombres abondants primitifs impairs dont le nombre de diviseurs premiers est égal à k.

## Note et référence
1. ↑  (en) Leonard Eugene Dickson, « Finiteness of the odd perfect and primitive abundant numbers with n distinct prime factors », American J. Math., vol. 35,‎ 1913, p. 413-422 (DOI 10.2307/2370405)